# Table Hill
Table Hill är en kulle i Antarktis. Den ligger i Sydshetlandsöarna. Argentina, Chile och Storbritannien gör anspråk på området. Toppen på Table Hill är 208 meter över havet.
Terrängen runt Table Hill är kuperad. Havet är nära Table Hill åt sydost. Trakten är glest befolkad. Närmaste befolkade plats är Commandante Ferraz Station, 5,2 kilometer sydost om Table Hill. 